# Parafia Narodzenia Najświętszej Maryi Panny w Księżomierzy
Parafia Narodzenia NMP w Księżomierzy – jedna z 8 rzymskokatolickich parafii w dekanacie Urzędów w archidiecezji lubelskiej.

## Historia parafii
Pod koniec XVI wieku w Księżomierzy miało mieć miejsce objawienie Matki Bożej Płaczącej. Na pamiątkę tego postanowiono na początku XVII wieku kapliczkę. Dzisiaj w tym miejscu stoi metalowy krzyż z figurą Matki Bożej, kamienny ołtarz, a wokół plac dla pątników (wykonane w latach 1980–1983). Biskup krakowski kaplicę przemianował w 1626 roku na kościół filialny parafii Dzierzkowice. Zyskał on uposażenie dla jednego księdza. Na mocy rozporządzenia władz diecezjalnych komendarz kościoła w Księżomierzy otrzymał 30 grudnia 1847 roku prawo prowadzenia ksiąg parafialnych i odtąd stale mieszkał przy kościele. Być może wtedy też została erygowana parafia. W początkach XIX wieku dołączono do niej  wiernych z Aleksandrówki, a około 1930 – Księżomierzy Kolonii.
Parafia znana jest w okolicy ze względu na obraz MB z Dzieciątkiem, otaczany wielkim kultem, trwającym nieprzerwanie od początku XVII wieku.
Cmentarz grzebalny istnieje od XIX wieku. Archiwum zawiera m.in. księgi metrykalne od 1847, kronikę parafii od 1929 i księgę wizytacji kanonicznych.
Kościół parafialny został podniesiony do rangi Sanktuarium MB Księżomierskiej przez arcybiskupa Józefa Życińskiego 20 kwietnia 2010 roku.

### Zasięg parafii
Do parafii należą wierni wyznania rzymskokatolickiego z miejscowości: Aleksandrów, Księżomierz i Księżomierz-Kolonia.